# Kepler-16b
A Kepler-16b az első olyan felfedezett exobolygó, ami bizonyosan két nap körül kering.

## Leírása
A bolygó felszíne hideg, -100 °C, anyaga részben gáznemű, részben szilárd. Méretében és tömegében a Szaturnusz bolygóra hasonlít. A két csillag közül a nagyobbik egy lassan forgó, napfoltokkal rendelkező K-színképű törpe, melynek tömege Napunk tömegének 69%-a. A kisebbik egy vörös törpe, a csillag tömege 20%-a Napunkénak. Mindkét csillag hidegebb a Napnál. A bolygó a naprendszere lakhatósági zónájának külső szélén kering, bár ennek kiterjedése vita tárgya.
A Kepler-16b keringési pályája fél fokon belül van a két csillag egymás körüli keringési síkjához képest, ami azt jelenti, hogy a rendszer kialakulásakor a bolygó is létrejött.
A Kepler-16b 229 naponként tesz egy keringést két napja körül, tőlük mért távolsága 105 millió km. A két központi csillag 41 nap alatt végez keringést egymás körül, egymástól mért átlagos távolságuk 34 millió km.

## Felfedezése
A felfedezést a Kepler űrtávcső végezte fedési módszerrel, ennek dátuma 2011. szeptember 15.
A két központi csillag a Naprendszer felől egy síkban látszik, tehát fedési kettős, méreteikre az így megfigyelt adatokból következtettek. A bolygó is ebben a síkban kering, felfedezése így vált lehetővé.

## Megnevezése
A Kepler-16b megnevezés arra utal, hogy ez az exobolygó a Kepler űrtávcső 16. felfedezése, és a bolygó abban a rendszerben a második (b).
A bolygót informálisan Tatuinnak nevezik az elképzelt bolygó után, ami a Csillagok háborúja filmsorozatban kulcsszerepet játszott; ez volt a filmek közül az első, amiben a naplementében két csillag jelent meg.